# Kurtyna skalna
Kurtyna skalna pozwala kontrolować zsuwające się masy skalne, które są bezpiecznie deponowane u stóp zbocza, w strefie wychwytywania. Jest to skuteczna i wytrzymała konstrukcja chroniąca przed nieoczekiwanymi obrywami skalnymi. Znajduje zastosowanie szczególnie w górzystych terenach przy stromych stokach, gdzie lokalne obrywy zagrażają ludziom oraz infrastrukturze. 

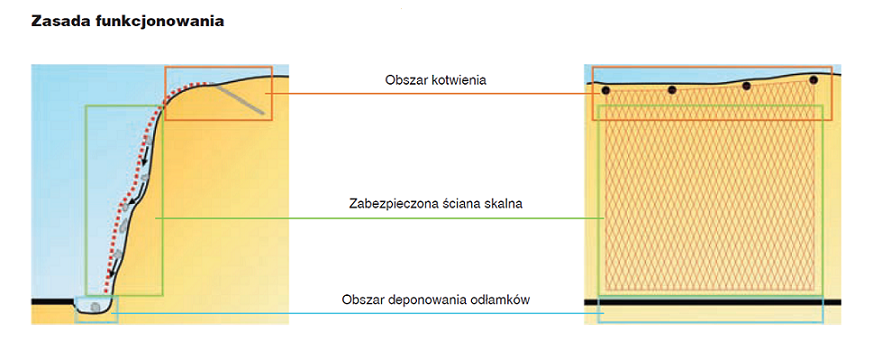
Budowa kurtyny skalnej

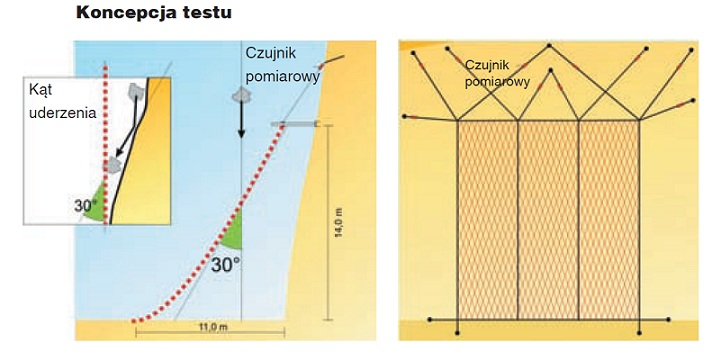
Schemat konstrukcyjny testu przeprowadzonego w skali 1:1 dla uzyskania rzeczywistych wyników przedstawiających wytrzymałość kurtyny

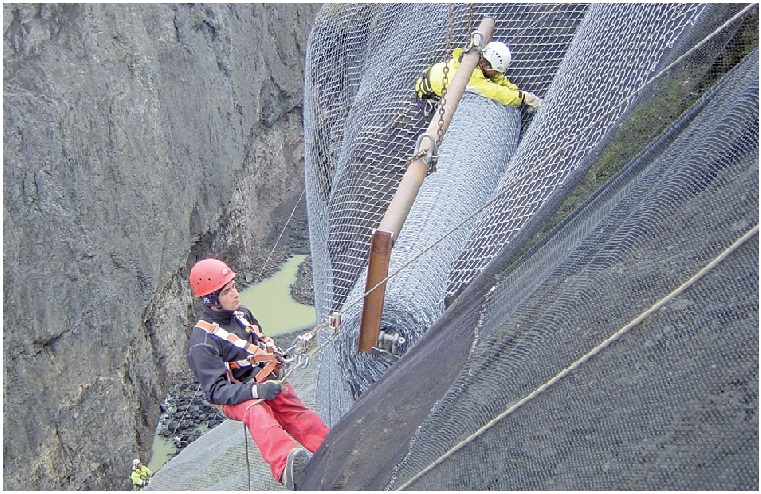
Montaż kurtyny z siatki Tecco na stromej ściane skalnej

Jej zadaniem jest ochrona przed obraniem nieprzewidywalnego toru spadania [trajektorii] lub odbijania się na zbyt dużą wysokość odłamków skalnych. Dzięki takiemu działaniu kurtyna chroni zagrożony obszar przed spadającymi odłamkami skalnymi z dużą energią kinetyczną, które mogą nieść zagrożenie dla ludzi oraz infrastruktury na przykład dróg czy torów kolejowych. 
W porównaniu do tradycyjnych żelbetowych konstrukcji zabezpieczających np. autostrady, tory kolejowe czy osiedla jest to tańszy, prostszy oraz dużo szybszy sposób zabezpieczenia przed obrywami. Kurtyny skalne są alternatywą dla gwoździowania całych powierzchni skarp oraz siatek linowych i heksagonalnych. Wytrzymują duże obciążenia statyczne i dynamiczne powodowane przez odrywające się odłamki skalne, żwir, śnieg i lód. Instaluje się je w przypadku braku miejsca do zamontowania bariery ochronnej.

## Budowa kurtyny skalnej
Siatka stanowiąca konstrukcję kurtyny jest lekka i elastyczna. Wykonana jest ze stali o bardzo wysokiej wytrzymałości na rozciąganie o oczkach romboidalnych. Wykorzystywany drut ma średnicę 3-4mm i zabezpieczony jest powłoką antykorozyjną. Kurtyny skalne poddawane są testom laboratoryjnym jak również w warunkach naturalnych w skali 1:1. Wyniku testów potwierdzają wytrzymałość jak również wysoką odporność na przebicie przez spadające odłamki skalne. 

## Montaż na skarpie
Na górze skarpy wykonuje się gwoździowanie, następnie montuje się  liny pomocnicze wraz z elastyczną siatką stalową. Kolejnym krokiem jest rozwijanie z rolek siatki po ścianie skalnej wymagającej zabezpieczenia przed obrywami. Łączenie płacht siatki odbywa się przy pomocy łączników oraz lin łączących.